# Championnats du monde de tir 2010
Navigation
Édition précédente Édition suivante
Les championnats du monde de tir 2010, cinquantième édition des championnats du monde de tir, ont eu lieu à Munich, en Allemagne, du 29 juillet au 10 août 2010.